# Saalijalgpalli Meistriliiga 2006-2007
La Saalijalgpalli Meistriliiga 2006-2007 è stato il primo campionato estone di calcio a 5. La formula prevedeva una prima fase costituita da quattro gironi all'italiana ciascuno dei quali qualificava le prime due squadre alla fase play-off a eliminazione diretta. La vittoria è andata al Tallinna FC Anzhi che in finale ha battuto il Tallinna FC Ararat per 3-2.

## Fase a gironi

### Girone 1
| Pos. | Squadra       | PG | V | N | P | GF  | GS  | Pt |
| ---- | ------------- | -- | - | - | - | --- | --- | -- |
| 1    | Tarvastu JK   | 8  | 6 | 1 | 1 | 133 | 63  | 19 |
| 2    | Põltsamaa Sp  | 8  | 6 | 0 | 2 | 77  | 69  | 18 |
| 3    | Võru JK       | 8  | 4 | 1 | 3 | 124 | 69  | 13 |
| 4    | FC Warrior    | 8  | 3 | 0 | 5 | 67  | 84  | 9  |
| 5    | Rolling Doors | 8  | 0 | 0 | 8 | 33  | 149 | 0  |

### Girone 2
| Pos. | Squadra            | PG | V | N | P | GF  | GS  | Pt |
| ---- | ------------------ | -- | - | - | - | --- | --- | -- |
| 1    | Rummu Dunamo       | 10 | 8 | 0 | 2 | 112 | 58  | 24 |
| 2    | LiVal Tallinn      | 10 | 7 | 0 | 3 | 77  | 64  | 21 |
| 3    | JK Püsivus Kohila  | 10 | 6 | 0 | 4 | 96  | 74  | 18 |
| 4    | FC Risti           | 10 | 4 | 1 | 5 | 68  | 86  | 13 |
| 5    | JK Piraaja Tallinn | 10 | 3 | 0 | 7 | 75  | 90  | 9  |
| 6    | Saku JK            | 10 | 1 | 1 | 8 | 44  | 100 | 4  |

### Girone 3
| Pos. | Squadra       | PG | V | N | P  | GF  | GS  | Pt |
| ---- | ------------- | -- | - | - | -- | --- | --- | -- |
| 1    | FC Ararat     | 10 | 9 | 0 | 1  | 104 | 41  | 27 |
| 2    | JK Atli       | 10 | 6 | 1 | 3  | 97  | 56  | 19 |
| 3    | JK Tondi      | 10 | 6 | 1 | 3  | 81  | 67  | 19 |
| 4    | Aseri SK      | 10 | 4 | 0 | 6  | 69  | 69  | 12 |
| 5    | JK Piraaja II | 10 | 4 | 0 | 6  | 53  | 72  | 12 |
| 6    | HansaNet.ee   | 10 | 0 | 0 | 10 | 29  | 128 | 0  |

### Girone 4
| Pos. | Squadra         | PG | V  | N | P | GF  | GS  | Pt |
| ---- | --------------- | -- | -- | - | - | --- | --- | -- |
| 1    | Betoon Tallinn  | 10 | 10 | 0 | 0 | 148 | 50  | 30 |
| 2    | FC Anzhi        | 10 | 7  | 0 | 3 | 117 | 52  | 21 |
| 3    | FC Flora        | 10 | 6  | 0 | 4 | 168 | 85  | 18 |
| 4    | FC TVMK         | 10 | 5  | 0 | 5 | 93  | 90  | 15 |
| 5    | Jalgpallihaigla | 10 | 1  | 0 | 9 | 75  | 169 | 3  |
| 6    | FC Twister      | 10 | 1  | 0 | 9 | 44  | 199 | 3  |

## Play-off

### Quarti di finale - andata
| Rapla 4 febbraio 2007 | Rapla JK Atli | 9 – 7 | Tarvastu JK |  |

| Põltsamaa 4 febbraio 2007 | Põltsamaa JK Sport | 4 – 13 | Tallinna FC Ararat |  |

| Tallinn 4 febbraio 2007 | Tallinna FC Anzhi | 14 – 3 | Rummu Dünamo |  |

| Tallinn 4 febbraio 2007 | Tallinna LiVal Sport | 7 – 12 | Betoon Tallinn |  |

### Quarti di finale - ritorno
| Tarvastu 11 febbraio 2007 | Tarvastu JK | 12 – 6 | Rapla JK Atli |  |

| Tallinn 11 febbraio 2007 | Tallinna FC Ararat | 8 – 6 | Põltsamaa JK Sport |  |

| Rummu 11 febbraio 2007 | Rummu Dünamo | 2 – 7 | Tallinna FC Anzhi |  |

| Tallinn 11 febbraio 2007 | Betoon Tallinn | 9 – 2 | Tallinna LiVal Sport |  |

### Semifinali - andata
| Tallinn 18 febbraio 2007 | Tallinna FC Anzhi | 8 – 3 | Tarvastu JK |  |

| Tallinn 18 febbraio 2007 | Tallinna FC Ararat | 7 – 3 | Betoon Tallinn |  |

### Semifinali - ritorno
| Tallinn 25 febbraio 2007 | Tarvastu JK | 5 – 4 | Tallinna FC Anzhi |  |

| Tallinn 25 febbraio 2007 | Betoon Tallinn | 4 – 2 | Tallinna FC Ararat |  |

### Finale 3º posto
| Tallinn 2007 | Betoon Tallinn | 8 – 7 | Tarvastu JK |  |

### Finale
| Tallinn 2007 | Tallinna FC Anzhi | 3 – 2 (0-2) | Tallinna FC Ararat |  |

- La stagione su futsalplanet.com, su futsalplanet.com. URL consultato il 12 febbraio 2009 (archiviato dall'url originale il 15 gennaio 2010).